# Hansel and Gretel: Witch Hunters
Hansel and Gretel: Witch Hunters is een Amerikaans-Duitse horrorfilm uitgebracht in februari 2013. De titelrollen worden gespeeld door Gemma Arterton en Jeremy Renner. De regisseur is Tommy Wirkola. Het verhaal is een vervolg op het sprookje Hans en Grietje.

## Verhaal
Hansel en Gretel worden als kinderen in het bos achtergelaten door hun vader. Hier vinden ze een huisje gemaakt uit peperkoek en ander snoep. Ze worden er gevangengenomen door een heks, maar weten uiteindelijk te ontsnappen en de heks te doden.
De film verspringt dan naar de toekomst waarin Hansel en Gretel volwassen zijn geworden en ondertussen beroemde heksenjagers zijn. Zij hebben geen moeite om heksen te doden, want om nog onverklaarde redenen blijken toverspreuken geen effect op hen te hebben. Hansel lijdt door het verplichte snoep eten aan suikerziekte en dient regelmatig insuline in te spuiten.
De burgemeester van de stad Augsburg huurt hen in om op zoek te gaan naar kinderen die door heksen werden ontvoerd waarbij ze hulp krijgen van Jackson. Sheriff Berringer start een eigen onderzoek, maar zijn ingehuurde personen worden op een persoon allemaal gedood door de heks Muriel.
Hansel en Gretel ontdekken dat de heksen - onder leiding van Muriel - op zoek zijn naar zes jongens en zes meisjes: deze kinderen zijn nodig voor een ritueel waardoor de heksen de wereld kunnen veroveren. De heksen hebben al 11 kinderen ontvoerd, dus zijn ze nog op zoek naar één meisje dat wellicht Mary Behlmer zal zijn.
Naargelang hun zoektocht vordert, ontdekken Hansel en Gretel dat hun moeder de witte opperheks Adriana was en dat dit de reden is waarom ze immuun zijn voor de heksenspreuken. Naast de kinderen, vereist het ritueel ook het hart van een witte heks en Muriel heeft daarvoor Gretel uitgekozen.
Hansel en Gretel krijgen hulp van enkele anderen om Muriel en de andere heksen uit te schakelen.

## Rolverdeling
| Acteur                 | Personage                         |
| ---------------------- | --------------------------------- |
| Jeremy Renner          | Hans                              |
| Gemma Arterton         | Grietje                           |
| Famke Janssen          | Muriel                            |
| Pihla Viitala          | Mina                              |
| Derek Mears            | Edward de trol                    |
| Robin Atkin Downes     | Edward (stem)                     |
| Thomas Mann            | Benjamin "Ben" Wosser             |
| Peter Stormare         | Sheriff Berringer                 |
| Ingrid Bolsø Berdal    | Gehoornde heks                    |
| Joanna Kulig           | Roodharige heks                   |
| Cedric Eich            | Jonge Hans                        |
| Alea Sophia Boudodimos | Jonge Grietje                     |
| Kathrin Kühnel         | Adrianna (moeder Hans en Grietje) |
| Thomas Scharff         | Vader Hans en Grietje             |
| Zoë Bell               | Lange heks                        |
| Monique Ganderton      | Oude heks in het snoephuisje      |